# Pachyagrotis flagrans
Pachyagrotis flagrans är en fjärilsart som beskrevs av Rudolf Püngeler 1925. Pachyagrotis flagrans ingår i släktet Pachyagrotis och familjen nattflyn. Inga underarter finns listade i Catalogue of Life.